# Lenguas indoarias orientales
Las lenguas indoarias orientales son un grupo filogenético de lenguas indoarias habladas en la parte oriental del dominio incluyendo los estados de Bihar, Jharkhand, Orissa,  Bengala Occidental, Assam, Megalaya. Todas ellas derivan del prácrito magadhi a través del ardhamagadhi.

## Clasificación
Dentro de las lenguas indoarias se distinguen cuatro grandes grupos:
- Bihari: angika, bhojpuri (incl. hindustaní caribeño), kudmali, lodhi, magahi, maithili, majhi, musasa, panchpargania, sadri, surajpuri.
  - Tharu: bote-majhi, buksa, degaru, tharu de Chitwan, tharu de Kochila, tharu de Rana.
- Hálbico: bhunjia, halbi, nahari, etc.
- Bengalí-asamés: asamés, bengalí, rajbanshi, bishnupriya, chakma, chittagonian, hajong, kayort, kharia thar, kurmukar, mal paharia, mirgan, sylhetti, tangchangya.
- Oriya: oriya, oriya adivasi, bhatri, bhuiya, bodo parja, desiya, reli, kupia.

## Comparación léxica
Los numerales para diferentes lenguas indoarias meridionales son:
| GLOSA | Bengalí-Asamés-Hálbico | Bengalí-Asamés-Hálbico | Bengalí-Asamés-Hálbico | Bengalí-Asamés-Hálbico | Bihari   | Bihari   | Oriya | Oriya   | Oriya  | Tharu   | PROTO-IA ORIENTAL |
| GLOSA | Asamés                 | Bengalí                | Rajbanshi              | Halbi                  | Bhojpuri | Maithili | Oriya | Adivasi | Kupia  | Chitwan | PROTO-IA ORIENTAL |
| ----- | ---------------------- | ---------------------- | ---------------------- | ---------------------- | -------- | -------- | ----- | ------- | ------ | ------- | ----------------- |
| '1'   | ɛk                     | æk                     | ɛk                     | ek                     | ek       | ek       | ekɔ   | goʈek   | ek     | ek      | *ek               |
| '2'   | dui                    | dui                    | d̪ui                    | dui                    | duː      | duː      | dui   | dui     | donni  | dui     | *dui              |
| '3'   | tini                   | tin                    | t̪in                    | tin                    | tiːn     | tiːn     | tini  | tin     | tinni  | tin     | *tin(i)           |
| '4'   | sari                   | c͡ʃɑr                   | t̪ʃair                  | ʧar                    | ʧaːr     | ʧaːri    | ʧari  | ʧari    | ʧettaɾ | ʧaːɾ    | *ʧaːri            |
| '5'   | pãs                    | pɑ̃c͡ʃ                   | paʧ                    | pãʧ                    | pãːʧ     | pãːʧ     | panʧɔ | paːnʧ   | paːnʧ  | pãːʧ    | *paːnʧ            |
| '6'   | sɔi                    | c͡ʃʰɔĕ                  | ʧɔi                    | ʧʰae                   | ʧʰəw     | ʧʰəː     | ʧʰɔ   | ʧo      | sowwu  | ʧʰə     | *ʧʰəw             |
| '7'   | xat                    | ʃɑt                    | ʃat̪                    | sat                    | saːt     | saːt     | satɔ  | saːtʰ   | sattu  | saːt    | *saːt             |
| '8'   | atʰ                    | ɑʈ                     | aʈ                     | ãʈ                     | aːʈʰ     | aːʈʰ     | aʈʰɔ  | aːʈʰ    | aʈʈu   | aːʈʰ    | *aːʈʰ             |
| '9'   | nɔu                    | nɔĕ                    | nɔi                    | nə̃w                    | nəu      | nəu      | nɔ    | no      | nowwu  | nəu     | *nəw              |
| '10'  | dɔh/dɔs                | dɔʃ                    | d̪ɔʃ                    | dəs                    | dəs      | dəs      | dɔsɔ  | dos     | dessu  | dəs     | *dɑs              |